# Claude Demassieux
Claude Demassieux, né le 4 juillet 1948 à Calais, est un homme politique français.

## Biographie
Claude Demassieux est député de 1993 à 1997. Il devient en 2008 directeur de cabinet de la maire UMP de Calais, Natacha Bouchart, élue face à son adversaire de toujours, le maire communiste sortant, Jacky Hénin.

## Détail des fonctions et des mandats
Mandat parlementaire
- 28 mars 1993 - 21 avril 1997 : Député de la 7e circonscription du Pas-de-Calais